# Hamm (bergisch-märkisches Adelsgeschlecht)

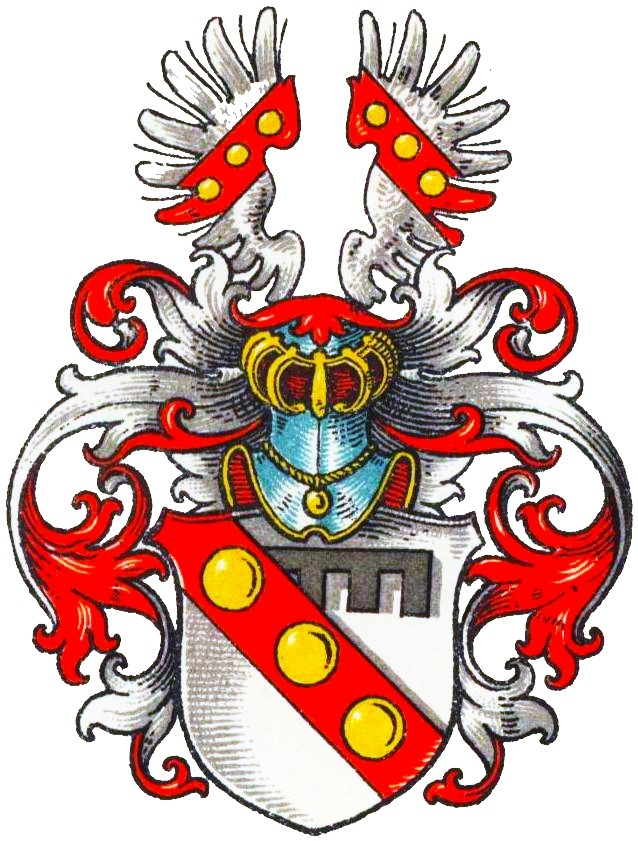
Wappen derer von Hamm im Wappenbuch des Westfälischen Adels

Hamm  (auch  (vanme) Hamme) ist der Name eines erloschenen bergisch-märkischen Adelsgeschlechts.
Die Familie ist zu unterscheiden von dem vestisch-märkischen Adelsgeschlecht Hamm, dem münsterischen Briefadelsgeschlecht Hamm, dem münsterischen Patriziergeschlecht Hamm und dem kölnischen Patriziergeschlecht Hamm.

## Geschichte
Als frühestes Mitglied des Geschlechts erscheint im Januar 1273 die Ministerialin Elisabeth, Tochter des Ritters Albert von Hamme und Gattin Ottos von Harpene, und ihre drei Kinder. Sie wurden von Graf Dietrich von Kleve mit Zustimmung seiner Erben  tauschweise gegen Elisabeth, Tochter des Ritters Ludolph von Witterinc und Ehefrau Heinrichs gen. Dukere, und ihre Kinder der Äbtissin und dem Stift Essen überlassen. Im 14. Jahrhundert erscheint Famulus Adolf de Hamme dictus Holthusen (urkundl. 1320, 1323, 1367†) nach Holthausen (Herne). Danach erscheinen 1339 die Gebrüder Albrecht und Alf vanme Hamme. Die beiden gelobten, dem Grafen von Berg binnen Jahresfrist eine ihrer Allode im Erzstift Köln und in der Grafschaft Mark wegen ihrer Manndienstschaft jährliche Einkünfte in Höhe von 7 Mark zu versichern. 1353 wurde Synard von Hamme zusammen mit anderen Personen zur Sühne ihrer Vergehen gegen Graf Gerhard von Berg-Ravensberg unwidersagter Dienstmann desselben. 1367 empfing Jakob von Hamm sein Burglehen zu Strünkede, wie es schon sein Vater Aleff besaß. Henrich von Hamm, Sohn von Henrich von Hamm, gab dem Grafen Gerhard von der Mark anstatt des freigegebenen Stratenguts im Kirchspiel Bochum das dortige Hellegut zu Kirchhamme.

## Wappen
Blasonierung: In Silber im Schildhaupt ein schwarzer Turnierkragen durch einen roten mit drei goldenen Kugeln belegten rechtsschrägen Balken überzogen. Auf dem Helm mit rot-silbernen Helmdecken ein offener silberner Flug mit dem Balken des Schildes absteigend belegt.
Anton Fahne stellt den Schild ohne Turnierkragen und in Schwarz sowie den Schrägbalken in Silber dar.